# ブルノ条約 (1478年)
ブルノ条約（ブルノじょうやく）は、ハンガリー王マーチャーシュ1世の代表とボヘミア王ヴラジスラフ・ヤゲロンスキーの代表によって、ボヘミア・ハンガリー戦争を終わらせるべく1478年3月に起草された条約。マーチャーシュ1世は条約を受け入れ、9月20日に条約に少し変更を加えてボヘミアの分割を定めた。条約ではヴラジスラフ・ヤゲロンスキーがモラヴィア、シレジア、ルチツェをマーチャーシュ1世に割譲、ただしマーチャーシュ1世の死後には40万フォリントで買い戻せるとした。2人とも「ボヘミア王」の称号の使用を許可されたが、相手をボヘミア王と呼ぶ義務はマーチャーシュ1世にのみ課された。条約は翌年にオロモウツの和約として批准された。